# Phalibois
La Maison Phalibois est célèbre et réputée pour ses automates publicitaires et ses boîtes à musique animées. Rachetée en 1925 par Gaston Decamps, la collection est exposée au public dans deux musées français au Musée des Automates de Falaise (Calvados) et à Souillac (Lot).

## Historique
Fondée par Jean-Marie Phalibois, cartonnier de métier, la Maison apparaît dans les annuaires du commerce partir de 1863.
À partir de 1874, la maison se spécialisa dans le tableau mécanique : des scènes mécanisées sur socle, avec des personnages animés. Les tableaux mécaniques (ou tableaux d’animation) apparurent au cours du XVe siècle. Leur première fonction était de distraire en représentant souvent des scènes de la vie quotidienne, des métiers, des scènes champêtres ou de chasse. On trouve également des représentations imaginaires de villes, de ports ou de paysages.
Le 28 janvier 1893, le couple Phalibois cède la fabrique à leur fils, Édouard Henri et se retirent des affaires. Ensuite, Sous la direction de Jean Phalibois, puis d'Henry, la Maison Phalibois  délaissa les scènes animées sur socle pour les personnages automates, très demandés, d'abord mécaniques et ensuite électriques. Un des créations, Le siffleur, représentant un gamin de Paris sifflotant un air avec insouciance, figura dans la publicité de la Maison entre 1900 et 1905.
Au début du XXe siècle, les pièces-réclames électriques forment la quasi-totalité de la production de la Maison Phalibois.
Le fils d'Henry, Raymond, arrivé à la tête de la fabrique vers 1925, devenu marchand de jouets, abandonne la fabrication d'automates. Le stock entier fut vendu à Gaston Decamps, directeur de la maison Roullet-Decamps.